# Okręg niezorganizowany
Okręg niezorganizowany (ang. Unorganized Borough) – część amerykańskiego stanu Alaska, która nie wchodzi w skład żadnego z 19 okręgów (borough). Obejmuje on ponad połowę obszaru Alaski (837 706 km²). Według przeprowadzonego spisu w 2010 roku obszar zamieszkany jest przez 78 149 osób, co stanowi około 11% populacji całego stanu.   
Okręg niezorganizowany został utworzony w roku 1961. W roku 1970 został wprowadzony podział na 11 (od 2013: 10) mniejszych okręgów tzw. obszarów spisu powszechnego (ang. census area) przez United States Census Bureau w celu łatwiejszego prowadzenia badań statystycznych. Obszary spisu powszechnego nie pełnią funkcji jednostki administracyjnej niższego rzędu.
Ponieważ w okręgu niezorganizowanym nie utworzono żadnych niższych jednostek terytorialnych (oprócz dystryktów szkolnych (school district) i miast), w wielu wioskach zostały utworzone lokalne ośrodki władzy (ang. tribal governments). Większość zadań administracji publicznej podlega bezpośrednio rządowi stanu Alaska i jest przez niego organizowana, wyjątek stanowią miasta inkorporowane.
Dystrykty szkolne obsługują lokalne publiczne szkoły podstawowe i średnie na obszarze niezorganizowanym są zarządzane przez miasta lub Stanowy Departament ds. Edukacji wyznacza tzw. wiejskie obszary edukacji (ang. rural education attendance areas), pod który podlegają konkretne placówki. Wiejskie obszary edukacji tworzone są w celu poprawy systemu edukacji na odludnych i słabo zorganizowanych terenach.

## Lista obszarów spisu powszechnego
| Obszar spisowy          | kod FIPS | Populacja | Powierzchnia (km²) | Mapa |
| ----------------------- | -------- | --------- | ------------------ | ---- |
| Aleutians West          | 016      | 5 561     | 11 388             |      |
| Bethel                  | 050      | 17013     | 105 239            |      |
| Dillingham              | 070      | 4 847     | 48 368             |      |
| Hoonah–Angoon           | 105      | 2 150     | 19 280             |      |
| Nome                    | 180      | 9 492     | 59 572             |      |
| Prince of Wales – Hyder | 198      | 5 559     | 19 738             |      |
| Southeast Fairbanks     | 240      | 7 029     | 64 268             |      |
| Valdez–Cordova          | 261      | 9 636     | 88 886             |      |
| Wade Hampton            | 270      | 7 459     | 44 532             |      |
| Yukon–Koyukuk           | 290      | 5 588     | 377 879            |      |